# Jard Gliwice
Jard Gliwice – polski klub futsalowy z Gliwic. Od sezonu 1994/1995 do 1996/1997 występował w I lidze. W sezonie 1994/1995 drużyna zdobyła wicemistrzostwo Polski.